# Элмор (округ, Айдахо)
Э́лмор (англ. Elmore) — округ в штате Айдахо. Окружным центром является город Маунтин-Хом.

## История
Округ Элмор был образован 7 февраля 1889 года. Изначально столицей округа был город Роки-Бар, 4 февраля 1891 года столица была перенесена в Маунтин-Хом, где и находится поныне. Округ получил название по одноимённым приискам серебра и золота, крупнейшим в штате в 1860-х годах.

## Население
По состоянию на июль 2008 года население округа составляло 28 997 человек. С 2003 года население увеличилось на 255 человек, то есть на 0,89 %.. Ниже приводится динамика численности населения округа.

## География
Округ Элмор располагается в юго-западной части штата Айдахо. Площадь округа составляет 8 030 км², из которых 59 км² (0,73 %) занято водой.
|      |        | Бойсе         | Блейн |  |
| Эйда | север  | Гудинг, Камас |       |  |
| Эйда | Элмор  | Гудинг, Камас |       |  |
| Эйда | юг     | Гудинг, Камас |       |  |
|      | Овайхи | Туин-Фолс     |       |  |

### Дороги

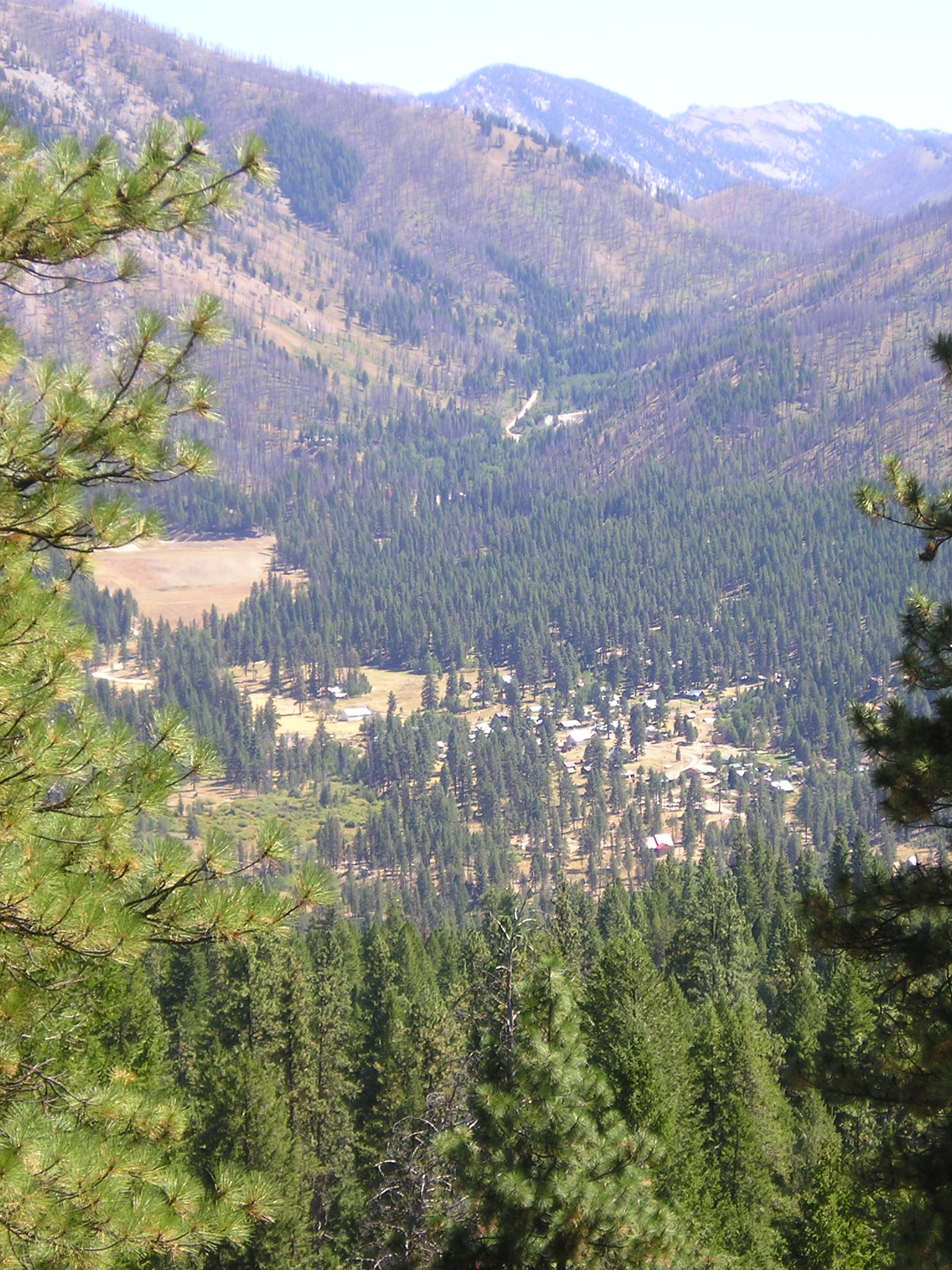
Вид на город Атланта

- — I-84
- — US 20
- — US 26
- — US 30
- — ID-51
- — ID-67

### Города округа
- Атланта
- Гленс-Ферри
- Маунтин-Хом

### Достопримечательности и охраняемые природные зоны
- Национальный лес Бойсе
- Национальный лес Соутут
- Национальный заповедник Соутут
- Национальный заповедник Снейк-Ривер